# ...Ma cambierà
...Ma cambierà è l'undicesimo album in studio del cantautore italiano Franco Califano, pubblicato nel 1986.

## Tracce
1. Per una donna (Franco Califano, Marcello Marrocchi, Giampiero Artegiani)
2. Uomini di mare (Franco Califano, Egidio Pardini, Alberto Varano)
3. ...Ma cambierà (Franco Califano, Roberto Conrado, Egidio Pardini, Alberto Varano)
4. Bimba bomba (Franco Califano, Piero Finà)
5. Non so vivere a metà (Franco Califano, Marcello Marrocchi, Giampiero Artegiani)
6. La musica (Franco Califano, Egidio Pardini, Alberto Varano, Roberto Conrado)
7. Dicitencello vuje (Rodolfo Falvo, Enzo Fusco)
8. E' meraviglioso (Franco Califano, Egidio Pardini, Roberto Conrado)
9. Emotività (Franco Califano, Egidio Pardini, Roberto Conrado)
10. Per noi romantici (Franco Califano, Egidio Pardini, Roberto Conrado)
11. Attimi (Franco Califano, Egidio Pardini, Roberto Conrado)